# Coreglia Ligure
Coreglia Ligure är en ort och kommun i  storstadsregionen Genua, innan 2015 provinsen Genova, i regionen Ligurien i Italien. Kommunen hade 258 invånare (2018).